# Loudonia
Loudonia, segundo o IPNI, é um género botânico aceite, pertencente à família Haloragaceae.
No sistema de classificação filogenética Angiosperm Phylogeny Website, este género é sinónimo de Glischrocaryon.

## Espécies
O género é composto por 7 espécies aceites:
- Loudonia aurea Lindl.
- Loudonia flavescens J.Drumm.
- Loudonia cordigera Hereman
- Loudonia citrina F.Muell.
- Loudonia behrii Schltdl.
- Loudonia roei Schltdl.
- Loudonia scoparia Hereman